# Ветров, Давид Яковлевич
Давид Яковлевич Ветров (настоящая фамилия Фиксман; 22 июня 1913, Кишинёв, Бессарабская губерния — 22 ноября 1952, там же) — молдавский и русский поэт, прозаик и публицист.

## Биография
Родился 22 июня 1913 года в Кишинёве в состоятельной ремесленной еврейской семье. Двоюродный брат поэта Довида Кнута (Фиксмана), с которым состоял в переписке. Окончил факультет естественных наук Тулузского университета во Франции (1933) и технологический факультет Ясского университета в Румынии. 
Дебютировал в румынской прессе в 1937 году. 
После присоединения Бессарабии к СССР в 1940 году вернулся в Кишинёв, где занялся литературно-публицистической деятельностью на молдавском и на русском языках. В годы Великой Отечественной войны работал в Молдавском радиокомитете в Москве.
Умер 22 ноября 1952 года в Кишинёве.

## Литературная деятельность
Давид Ветров был большим пропагандистом классической и современной русской литературы, опубликовал ряд статей о творчестве А. С. Пушкина, М. Ю. Лермонтова, А. М. Горького, В. В. Маяковского, С. А. Есенина и многих других. Эти работы составили его посмертный сборник на молдавском языке «Литературные портреты» («молд. Портрете литерарэ», 1962).
На русском языке были опубликованы поэтические сборники Давида Ветрова «Первые лучи» (1941), «Дорога в Молдавию» (1946) и «Дружба» (1949), посмертно вышел том избранных стихотворений «Стихи разных лет» (1965). На молдавском языке вышли книги для детей «Никушор Сырбу» (1947, с переизданиями, русское издание — 1982), «Шапте повестирь» («Семь повестей», 1950), «Бэятул дин Флоренца» («Мальчик из Флоренции», 1951), «Приетений порнеск ла друм» («Друзья собираются в путь», 1952) и другие.
Сборник «Дорога в Молдавию» подвергся разгромной критике со стороны председателя Союза писателей МССР И. И. Канны, который назвал его «нафаршированным индивидуализмом, пессимизмом, пустозвонством, есенинщиной» (1946). И. И. Канна и Д. Я. Ветров жили  в Кишинёве по соседству в одном дворе на улице Инзова, 6.

## Сочинения
- Дорога в Молдавию: стихи 1941—1945 годов. Кишинёв: Госиздат Молдавии, 1946.
- Никушор Сырбу: повести для детей. Кишинёв: Госиздат Молдавии, 1947; Кишинёв: Шкоала советикэ, 1953; Кишинёв: Лумина, 1971 и 1977; на русском языке с иллюстрациями Эдуарда Майденберга — Кишинёв: Литература артистикэ, 1982.
- Дружба: стихи. Кишинёв: Госиздат Молдавии, 1949.
- Шепте повестирь (шесть повестей). Кишинёв: Шкоала советикэ, 1950.
- Бэятул дин Флоренца (мальчик из Флоренции). Кишинёв: Шкоала советикэ, 1951.
- Приетений порнеск ла друм. Кишинёв: Шкоала советикэ, 1952; на русском языке — Друзья собираются в путь (перевод с молдавского Льва Чеззы). Иллюстрации Леонида Григорашенко. Кишинёв: Шкоала советикэ, 1955.
- Портрете литерарэ (литературные портреты). Под редакцией С. Чиботару. Кишинёв: Картя молдовеняскэ, 1962.
- Стихи разных лет (составитель — Л. А. Чезза). Кишинёв: Картя молдовеняскэ, 1964.